# Heraclia alice
Heraclia alice är en fjärilsart som beskrevs av Embrik Strand 1912. Heraclia alice ingår i släktet Heraclia och familjen nattflyn. Inga underarter finns listade i Catalogue of Life.